# Flixborough
Flixborough is een civil parish in het bestuurlijke gebied North Lincolnshire, in het Engelse graafschap Lincolnshire met 1664 inwoners.

## Geschiedenis
Op 1 juni 1974 vond er bij dit dorp de Ramp van Flixborough plaats waarbij 28 mensen om het leven kwamen.